# Vespa cratiata
Vespa cratiata är en stekelart som först beskrevs av Martin Lichtenstein, och fick sitt nu gällande namn av Weber 1801. Vespa cratiata ingår i släktet Vespa och familjen Eumenidae. Inga underarter finns listade i Catalogue of Life.